# Vụ chìm tàu Diễm Tính
Vào sáng ngày 30 tháng 4 năm 2004, chiếc tàu Diễm Tính, vốn là tàu đánh cá không bảo đảm an toàn, chở hơn 150 hành khách xuất phát từ Viên An, Cà Mau chạy theo sông Ô Rô xuôi ra cửa biển Ô Rô đi tham quan đảo Hòn Khoai. Đến buổi trưa, khi còn cách đảo Hòn Khoai 6 km, tàu Diễm Tính bị phá nước và chìm Mọi người hoảng sợ, cảnh hỗn loạn diễn ra trên boong trước khi tàu chìm. Do phao cứu hộ không được trang bị đầy đủ nên nhiều người đã bị chìm xuống biển. khiến 39 hành khách tử nạn, mười người khác mất tích. Đây là tai nạn tàu biển khủng khiếp nhất tại Cà Mau từ trước đến nay.
Có báo dẫn tên tàu khác nhau như "Diễm Tín", "Viễn Tín"...Tuy nhiên tên con tàu chính xác là 'Diễm Tính' .

## Điều tra
Chủ con tàu là ông Trần Quốc Khải. Ông Khải đã ngưng đi biển khai thác cá từ nhiều năm nay, dùng tàu chuyên chở nước biển phục vụ cho các trại sản xuất tôm giống. Vì lẽ đó, phương tiện trên không được sửa chữa, cải tạo từ lâu.
Theo đó, ông Khải bị truy tố về tội "vi phạm các quy định về điều khiển phương tiện giao thông đường thủy" và tội "đưa vào sử dụng các phương tiện giao thông đường thủy không đảm bảo an toàn", đồng thời Trần Ánh Tuyết (vợ của Trần Quốc Khải) cũng bị đề nghị truy tố. 